# Фесик, Пётр Никитович
Пётр Никитович Фесик (20 мая 1922 — 29 ноября 1994) — командир отделения взвода химической защиты 1050-го стрелкового полка (301-я стрелковая дивизия, 5-я ударная армия, 1-й Белорусский фронт), старшина — на момент представления к награждению орденом Славы 1-й степени.

## Биография
Родился 20 мая 1922 года в Донецке. Работал техником бюро технической инвентаризации в Донецке.
В октябре 1941 года был призван в Красную Армию. Осенью 1943 года участвовал в форсировании Днепра в районе хутора Золотая Балка. Награждён медалью «За отвагу».
Летом 1944 года отделение Фесика одним из первых форсировало реку Днестр в районе города Бендеры. Ночью 26 августа командир стрелкового отделения сержант Фесик с бойцами отразил 11 атак противника. Приказом по 301-й стрелковой дивизии от 5 сентября 1944 года сержант Фесик Петр Никитович награждён орденом Славы 3-й степени.
За бой на реке Одер южнее Кюстрина сержант Фесик Петр Никитович награждён орденом Славы 2-й степени.
15 апреля старшина Фесик в районе населенного пункта Вербиг в составе штурмовой группы овладел двумя сильно укрепленными домами. 15 мая 1946 года за исключительное мужество, отвагу и бесстрашие, проявленные на заключительном этапе Великой Отечественной войны старшина Фесик Петр Никитович награждён орденом Славы 1-й степени. Стал полным кавалером ордена Славы.
Осенью 1946 года демобилизован. Вернулся в Донецк. Скончался 29 ноября 1994 года.